# Christoph Carl Kress von Kressenstein

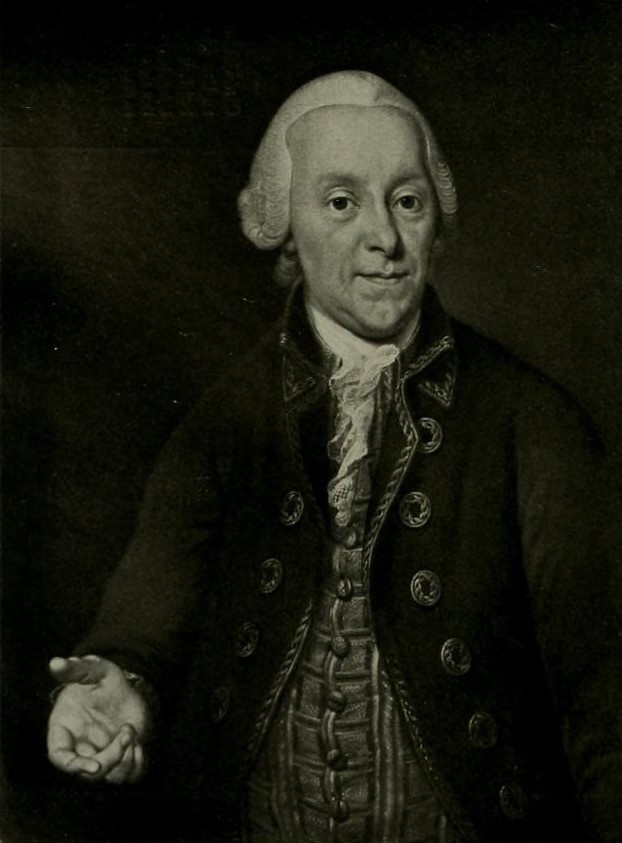
Christoph Carl Kress von Kressenstein, Porträt von Johann Eberhard Ihle

Christoph Carl Kress von Kressenstein (* 10. Januar 1723 in Nürnberg; † 14. März 1791 ebenda) war ein deutscher Jurist und Bürgermeister.

## Leben

### Familie
Christoph Carl Kress von Kressenstein entstammte einer der ältesten Nürnberger Patrizierfamilien, die bereits 1270 erstmals urkundlich erwähnt wurden. Er war der Sohn von Johann Christoph Kress von Kressenstein (* 23. Oktober 1680; † 7. Mai 1763), Stadt- und Bannrichter (peinlicher Richter) und dessen zweiter Ehefrau Dorothea Maria (* 3. August 1700; † 2. Januar 1789), eine Tochter von Leonhard VIII. Grundherr aus Altenthann, Senator und Scholarch, geboren. Seine Geschwister waren:
- Maria Magdalena (* 18. Juli 1714; † 12. Februar 1764), verheiratet mit Balthasar Christoph Kress von Kressenstein (1709–1771), Schöffe am Landbauern-Unterstadt- und Ehe-Gericht und Senator in Nürnberg;
- Maria Helena (* 16. November 1715; † 31. Oktober 1772), verheiratet mit Anton Ulrich Fürer von Haimendorf (1713–1765), Oberpfleger in Gostenhof;
- Christoph Sigmund (* 17. April 1717; † 24. Juli 1717);
- Johann Christoph (* 23. August 1721; † 14. Oktober 1721);
- Catharina Dorothea Maria (* 29. Januar 1724; † unbekannt);
- Johann Christoph (* 14. Mai 1725; † 2. Februar 1729);
- Georg Christoph (* 28. Juli 1726; † 17. September 1726);
- Friedrich Christoph (* 26. Januar 1728; † 25. April 1728);
- Jobst Christoph (* 18. Januar 1729; † 13. November 1729);
- Johann Christoph Sigmund (* 16. Juni 1730; † 29. August 1818), Staatsrat;
- Carl Christoph (* 29. Januar 1732; † 19. Februar 1732);
- Georg Christoph (* 26. März 1733; † 7. April 1733);
- Georg Christoph (* 11. Mai 1734; † 14. Januar 1796), Major im fränkischen Kreis-Kürassier-Regiment Treskow;
- Barbara Maria (* 18. November 1735; † 24. August 1816), verheiratet mit Johann Heinrich Wilhelm von Stauf auf Unterach, Adlitz und Wolfsfelden (1732–1780);
- Sigmund Christoph (* 7. April 1738; † 7. April 1741).

Christoph Carl Kress von Kressenstein heiratete am 5. März 1748 Sophie Maria (* 17. Dezember 1726; † 16. Mai 1802), eine Tochter von Carl Christoph Kress von Kressenstein (1697–1754), Pfleger in Engelthal. Gemeinsam hatten sie sieben Kinder:
- Christoph (* 8. Januar 1749 in Engelthal; † 10. Januar 1749 ebenda);
- Johann Sigmund Christoph (* 24. November 1749; †  23. Juli 1751);
- Johann Georg Friedrich Christoph Freiherr Kress von Kressenstein (* 10. Dezember 1750; † 19. Juli 1835), Unschlitt-Amtmann (das Unschlittamt zu Nürnberg war ein obrigkeitliches Amt, das aus drei Abgeordneten des Rates, einem Amtmann von den Patriziern, einem Schreiber und einem Unschlittschauer besteht, in das die Fleischer ihren Talg liefern, damit die Kerzenhersteller und Seifensieder davon nehmen können), Pfleger der Klöster St. Klara und Pillenreuth und Administrator der Johann Karl Schlüsselfelderschen Familien-Stiftung; verheiratet in erster Ehe mit Maria Hedwig (1753–1784), Tochter von Johann Jakob Haller von Hallerstein, Senator und Scholarch, und in zweiter Ehe mit Klara Maria Helena (1764–1819), Tochter des Christoph Karl Gottlieb Winkler von Mohrenfels, Untergerichts-Assessor;
- Isaak Bernhard Christoph (* 2. Oktober 1752 in Wien; † 4. Oktober ebenda);
- Isaak Bernhard Ludwig Christoph (* 23. Oktober 1753 in Wien; † 26. Oktober ebenda);
- Sophia Maria Philippina (* 18. Dezember 1754; † 24. November 1846), verheiratet mit Christoph Karl Sigmund Fürer von Haimendorf (1751–1794), Registrator der oberen Registratur und Pfleger im Landalmosenamt;
- Maria Hedwig Sophia (* 13. November 1756; † 16. August 1838), verheiratet mit Karl Christoph Sebastian Harsdorf von Enderndorf (1751–1806), Senator.

Christoph Carl Kress von Kressenstein besaß Güter in Kraftshof, Dürrenmungenau, Rezelsdorf bei Weisendorf, und Röthenbach.

### Werdegang

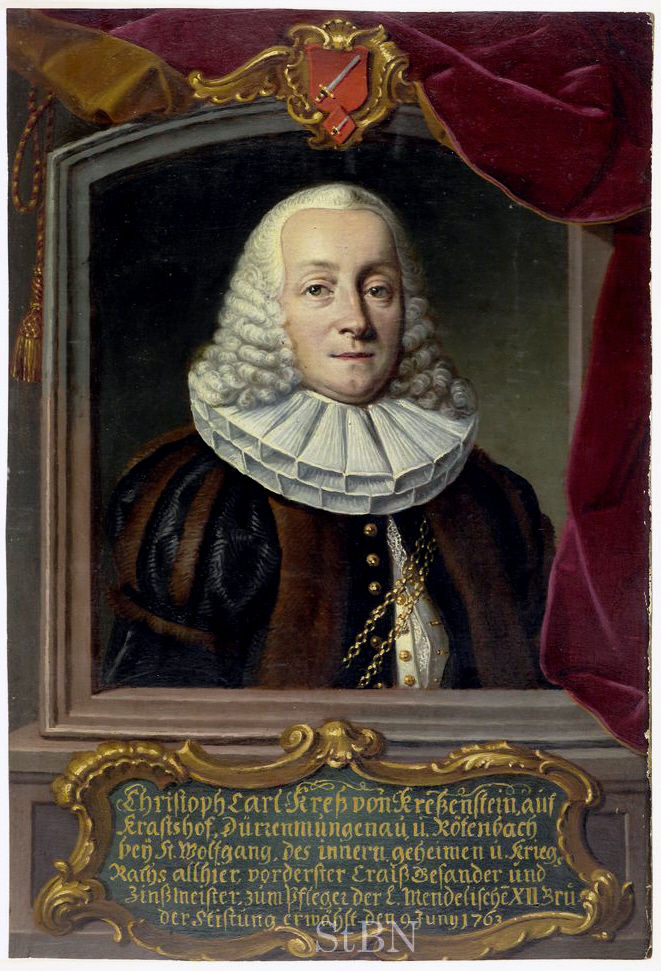
Christoph Carl Kress von Kressenstein 1763 als Pfleger der Mendelschen Zwölfbrüderstiftung

Christoph Carl Kress von Kressenstein besuchte neun Jahre lang das Gymnasium in Nürnberg und anschließend das Aegidianische Auditorium, das auf den Universitätsbesuch vorbereiten sollte. Das Egydianische Auditorium beendete er mit seiner öffentlichen Rede De Vicariis imperii ante aureae bullae tempora.
Er studierte Rechtswissenschaften an der Universität Halle und besuchte die Vorlesungen der Professoren Jacob Gabriel Wolff, Ludwig und Böhmer. Nach Beendigung des Studiums besuchte er mehrere Universitäten in Deutschland und den Niederlanden sowie einige vornehme Höfe, hierdurch kam er in Kontakt mit vielen Gelehrten und Staatsmännern, mit denen er in jahrelanger Korrespondenz stand.
Nach seiner Rückkehr nach Nürnberg war er anfangs im Stadtarchiv tätig. 1749 wurde er Assessor am Landgericht und 1751 Wege-Amtmann und danach zum Losungrat im Losungsamt bestimmt, das für die Einnahmen der Stadteinkünfte zuständig war. Es erfolgte eine Abordnung nach Wien, um dort an Prozessen teilzunehmen, die beim Reichshofrat anhängig waren.
Nach seiner Rückkehr 1754 wurde er erst zum Senator und darauf zum Bürgermeister von Nürnberg gewählt. 1768 wurde er Kriegsoberst (hoher Beamter in der Heeresverwaltung, fürstlicher Ratgeber in Kriegsangelegenheiten) und dadurch gleichzeitig Präsident des Reichsstädtischen Kriegs-Kollegiums; außerdem wurde er zum zweiten Vorstand des Losungsamtes gewählt; gleichzeitig war er Kaiserlicher Wirklicher Rat, Kronhüter und Verwahrer der Reichskleinodien, Kriegsrat des fränkischen Kreises, Mitglied des Geheimen Rates und Oberpfleger der Klöster von St. Klara und Pillenreuth sowie Pfleger der Mendelschen Zwölfbrüderstiftung und Mitglied der reichsunmittelbaren Reichsritterschaft des Ritterkantons Altmühl im Fränkischen Ritterkreis.
Er ließ ein Arbeitshaus für arme Frauen und Waisenkinder errichten, in denen sie Verpflegung erhielten.
Jahrelang unterhielt er wöchentlich eine literarische Gesellschaft, die auch Englische Gesellschaft genannt wurde, weil man darin aus englischen Büchern vorlas.

## Werke
- Christian Gottlieb Schwarz; Christoph Karl Kress von Kressenstein; Franz Köngott: Lob- und Gedächtniß-Rede, welche dem weiland Herrn Carl dem Sechsten, Erwählten Römischen Kaiser Auf Verordnung der Reichs-Stadt Nürnberg, dem 13. Februari, im Jahr 1741. daselbst unter feyerlichen Trauer-Ceremonien die lezte und verpflichteste Ehrfurcht zu bezeugen, in tiefster Unterthänigkeit. Nürnberg Köngott 1741.
- Dissertatio historico-juridica de eo quod justum est circa diversam Paschatis celebrationem, a. 1744, qua Joanni Christophoro Kress de Kressenstein festum onomasticum, d. 15 martii 1744 gratulatur Christophorus Carolus Kress de Kressenstein. Halae Magdeburgicae: typis J. C. Hendelii, 1744.
- Dissertatio epistolica de eo quod iustum est circa diversam Paschatis celebrationem, a. MDCCXLIIII, qua domino Joanni Christophoro Kress de Kressenstein festum onomasticum, d. XV martii MDCCXLIIIII gratulatur Christophorus Carolus Kress de Kressenstein. Halae Magdeburgicae: Typis Ioh. Christiani Hendelii, Acad. typogr., 1774.
- Ordnung im Beten und Arbeiten bei dem neu errichteten Armen und Arbeitshause zu Nürnberg; nebst einer kurzen Nachricht von dem Anfange u. Fortgange dieses Instituts. Nürnberg 1775.
- Kurzer Begriff der Reichsstadt Nürnbergischen Matricular Angelegenheiten. Nürnberg 1787.
- Johann Gabriel Bezzel; Christoph Carl Kress von Kressenstein: Denkmal errichtet an der Gruft des Christoph Karl Kreß von Kressenstein auf Kraftshof, Dürrenmungenau, Rezelsdorf und Rötenbach bey St. Wolfgang seines gnädigsten Gönners und Beförderers: am Tage der standesgemäsen Beysezung, den 21. März 1791. 1791.